# Гнилицька Перша сільська рада
Гнили́цька Пе́рша сільська́ ра́да — адміністративно-територіальна одиниця та орган місцевого самоврядування в Великобурлуцькому районі Харківської області. Адміністративний центр — село Гнилиця Перша.

## Загальні відомості
- Гнилицька Перша сільська рада утворена в 1993 році.
- Територія ради: 38,49 км²
- Населення ради: 589 осіб (станом на 2001 рік)

## Населені пункти
Сільській раді були підпорядковані населені пункти:
- с. Гнилиця Перша

## Склад ради
Рада складалася з 14 депутатів та голови.
- Голова ради: Віцота Микола Миколайович
- Секретар ради: Ворошилова Тетяна Григорівна

### Керівний склад попередніх скликань
| Прізвище, ім'я, по батькові | Основні відомості                                                         | Дата обрання | Дата звільнення |
| --------------------------- | ------------------------------------------------------------------------- | ------------ | --------------- |
| Віцота Микола Миколайович   | Сільський голова, 1965 року народження, безпартійний                      | 26.03.2006   | 31.10.2010      |
| Віцота Микола Миколайович   | Сільський голова, 1970 року народження, освіта вища, член Партії регіонів | 31.10.2010   |                 |

Примітка: таблиця складена за даними сайту Верховної Ради України

### Депутати
За результатами місцевих виборів 2010 року депутатами ради стали:

#### За суб'єктами висування
| Суб'єкт висування | Кількість обраних депутатів | %    |
| ----------------- | --------------------------- | ---- |
| Партія регіонів   | 12                          | 85,7 |
| Народна партія    | 2                           | 14,3 |

#### За округами
| № округу        | Прізвище, ім'я, по батькові     | Дата визнання обраним | Освіта             | Партійна приналежність | Відомості про обраного депутата                |
| --------------- | ------------------------------- | --------------------- | ------------------ | ---------------------- | ---------------------------------------------- |
| Народна Партія  |                                 |                       |                    |                        |                                                |
| 3               | Ворошилова Тетяна Григорівна    | 03.11.2010            | вища               | позапартійна           | Гнилицька Перша с/р, секретар                  |
| 10              | Божко Володимир Миколайович     | 03.11.2010            | середня спеціальна | позапартійний          | тимчасово не працює                            |
| Партія регіонів |                                 |                       |                    |                        |                                                |
| 1               | Семерик Валентина Миколаївна    | 03.11.2010            | середня спеціальна | член Партії регіонів   | тимчасово не працює                            |
| 2               | Процак Марія Миколаївна         | 03.11.2010            | середня спеціальна | член Партії регіонів   | тимчасово не працює                            |
| 4               | Демченко Анатолій Миколайович   | 03.11.2010            | вища               | член Партії регіонів   | Першогнилицька загальноосвітня школа, вчитель  |
| 5               | Божко Олександр Володимирович   | 03.11.2010            | середня            | член Партії регіонів   | Гнилицька Перша с/р, сторож                    |
| 6               | Кравченко Наталія Станіславівна | 03.11.2010            | вища               | член Партії регіонів   | Поштове відділеннязв'язку, начальник           |
| 7               | Рябченко Олександр Вікторович   | 03.11.2010            | вища               | член Партії регіонів   | тимчасово не працює                            |
| 8               | Кондратенко Світлана Іванівна   | 03.11.2010            | вища               | член Партії регіонів   | Першогнилицька загальноосвітня школа, вчитель  |
| 9               | Бондар Володимир Олександрович  | 03.11.2010            | вища               | член Партії регіонів   | тимчасово не працює                            |
| 11              | Задорожня Алла Василівна        | 03.11.2010            | вища               | член Партії регіонів   | Першогнилицька загальноосвітня школа, директор |
| 12              | Кравченко Валерій Васильович    | 03.11.2010            | середня            | позапартійний          | «Контраст-Т», оператор                         |
| 13              | Кравченко Світлана Анатоліївна  | 03.11.2010            | середня спеціальна | член Партії регіонів   | Гнилицька Перша с/р, головний бухгалтер        |
| 14              | Походенко Генадій Анатолійович  | 03.11.2010            | середня            | член Партії регіонів   | ТОВ «Зоря», тракторист                         |